# William Gao
William "Will" Gao Hardy (高鑫, pinyin: Gāo Xīn), född 20 februari 2003 i Croydon, är en engelsk skådespelare, modell och musiker. Han är känd för sin debutroll som Tao Xu i Netflix-serien Heartstopper (2022).
Gao har tillsammans med sin yngre syster Olivia Hardy en musikduo som heter Wasia Project. Deras första EP How Can I Pretend? släpptes i maj 2022.

## Biografi
Gao föddes i South Croydon 2003. Han har en engelsk far och en kinesisk mor som flyttade till England i 20-årsåldern. Han gick på Trinity School.

## Filmografi i urval
- Heartstopper (2022–)